# Louis Trichardt
Louis Trichardt, ook hoofdplaats (main place) Makhado,  is een plaats in de Zuid-Afrikaanse provincie Limpopo, gemeente (municipality) Makhado.
Louis Trichardt telt ongeveer 25.000 inwoners. De plaats is genoemd naar Louis Tregardt (1783-1838), een vroege leider van de Voortrekkers.

## Subplaatsen
Het nationaal instituut voor de statistiek, Stats SA, deelt sinds de census 2011 deze hoofdplaats in in 9 zogenaamde subplaatsen (sub place), waarvan de grootste zijn:
Old Town • Tshikota.